# Mercklin & Schumacher
Mercklin & Schumacher war eine im 19. Jahrhundert gegründete deutsche Privatbank mit Sitz in Hannover.

## Geschichte
Am 1. Oktober 1870 gründeten Wilhelm Mercklin (gestorben 1875) und Fritz Schumacher (Friedrich Schumacher senior; geboren um 1837; gestorben am 14. Januar 1920) in der Burgstraße 40 in Hannover die nach ihren ersten Inhabern benannte Bankfirma Mercklin & Schumacher, die am 14. Oktober 1870 als Offene Handelsgesellschaft beim Amtsgericht Hannover in das Handelsregister eingetragen wurde. Ziel war anfangs der An- und Verkauf von Wertpapieren, die Einlösung von Zinsscheinen sowie der Geldwechsel. Später wurde das Dienstleistungsangebot um die Sparten Kredite sowie den Ankauf von Wechseln erweitert.
Nach dem Tod von Gustav Mercklin 1875 trat dessen Bruder Wilhelm Mercklin (gestorben 1910) als Mitinhaber in das Bankhaus ein.
Nach der Reichsgründung sorgten vor allem die beiden Jahrzehnte nach 1880 durch gute Geschäftsbedingungen für eine rasch wachsende Kapitalbildung, da die abzuführenden Steuern damals „kaum fühlbar“ waren und vor allem durch die hohe Kaufkraft der Mark die Lebenshaltungskosten vergleichsweise „sehr niedrig“ waren.
1903 siedelte die Firma in ein von ihr erworbenes altes Patrizierhaus in der Leinstraße Ecke Mühlenstraße über.
Nachdem Wilhelm Mercklin 1910 gestorben war, wurde der älteste Sohn von Fritz Schumacher senior, Fritz Schumacher junior, Teilhaber des Bankhauses. Ihm stand als Prokurist der Bruder des Firmengründers, Ernst Schumacher (geboren um 1852; gestorben am 20. Januar 1922), zur Seite.
1914 trat Ernst A. Schumacher, ein weiterer Sohn des Bankengründers, als Teilhaber in die Bank ein. Während des Ersten Weltkrieges litt das Bankhaus zwar zunächst unter Personalnot und vor allem an der Folgen der Deutschen Hyperinflation; dennoch verzeichneten die Inhaber von Mercklin & Schumacher dank „vorausschauender solider Dispositionen“ keine nennenswerten Rückschläge.
Durch die Luftangriffe auf Hannover während des Zweiten Weltkrieges wurde das alte Geschäftshaus an der Leinstraße durch Fliegerbomben restlos zerstört. Mit Genehmigung der Britischen Militärbehörden konnten die beiden Schumacher-Brüder als alleinige Inhaber schon in der frühen Nachkriegszeit ihre Bankgeschäfte fortführen.
Nach einer wenige Jahre erfolgten Tätigkeit in der hannoverschen „Merkur-Bank (Commerzbank)“ verlegte Mercklin & Schumacher am 14. Januar 1952 seinen Sitz in das Haus der Börse Hannover unter der damaligen Adresse Rathenauplatz 2, nachdem in dem Börsengebäude zuvor eine Stahlkammer neu eingebaut worden war.
In den 1950er Jahren arbeitete das Bankhaus Mercklin & Schumacher als nunmehr „älteste Privatbank“ in der niedersächsischen Landeshauptstadt.
„Nach dem Tod der Senioren“ wurden die Geschäfte von Mercklin & Schumacher am 1. Dezember 1967 auf das Bankhaus Hallbaum, Maier & Co. übertragen.